# Maxey-sur-Meuse
Maxey-sur-Meuse [maksɛ syʁ møz] ist eine französische Gemeinde im Département Vosges in der Region Grand Est (bis 2015 Lothringen). Sie gehört zum Kanton Neufchâteau im Arrondissement Neufchâteau.

## Geografie
Die Gemeinde Maxey-sur-Meuse liegt an der oberen Maas an der Grenze zum Département Meuse und grenzt im Norden an Brixey-aux-Chanoines (Département Meuse), im Osten an Jubainville, im Südosten an Soulosse-sous-Saint-Élophe, im Süden an Moncel-sur-Vair, im Südwesten an Coussey und Domrémy-la-Pucelle sowie im Westen an Greux.

## Bevölkerungsentwicklung
| Jahr                       | 1962 | 1968 | 1975 | 1982 | 1990 | 1999 | 2008 | 2019 |
| Einwohner                  | 286  | 252  | 220  | 205  | 225  | 267  | 262  | 216  |
| Quellen: Cassini und INSEE |      |      |      |      |      |      |      |      |

## Sehenswürdigkeiten
- Kirche Mariä Himmelfahrt
- Kapelle Notre-Dame auf dem Plateau Beauregard
- Keltisches Kreuz aus dem 4. Jahrhundert

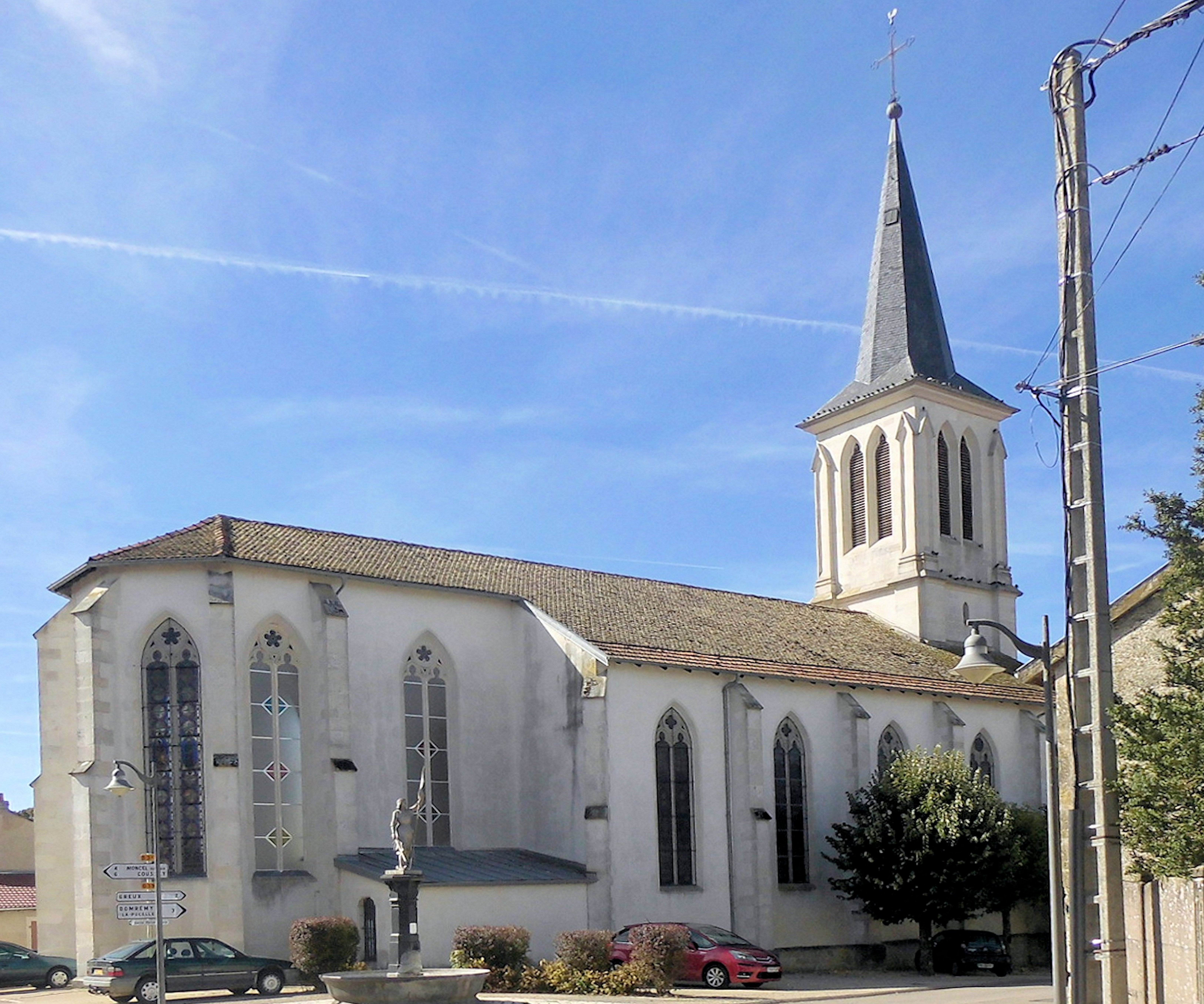
Kirche Mariä Himmelfahrt
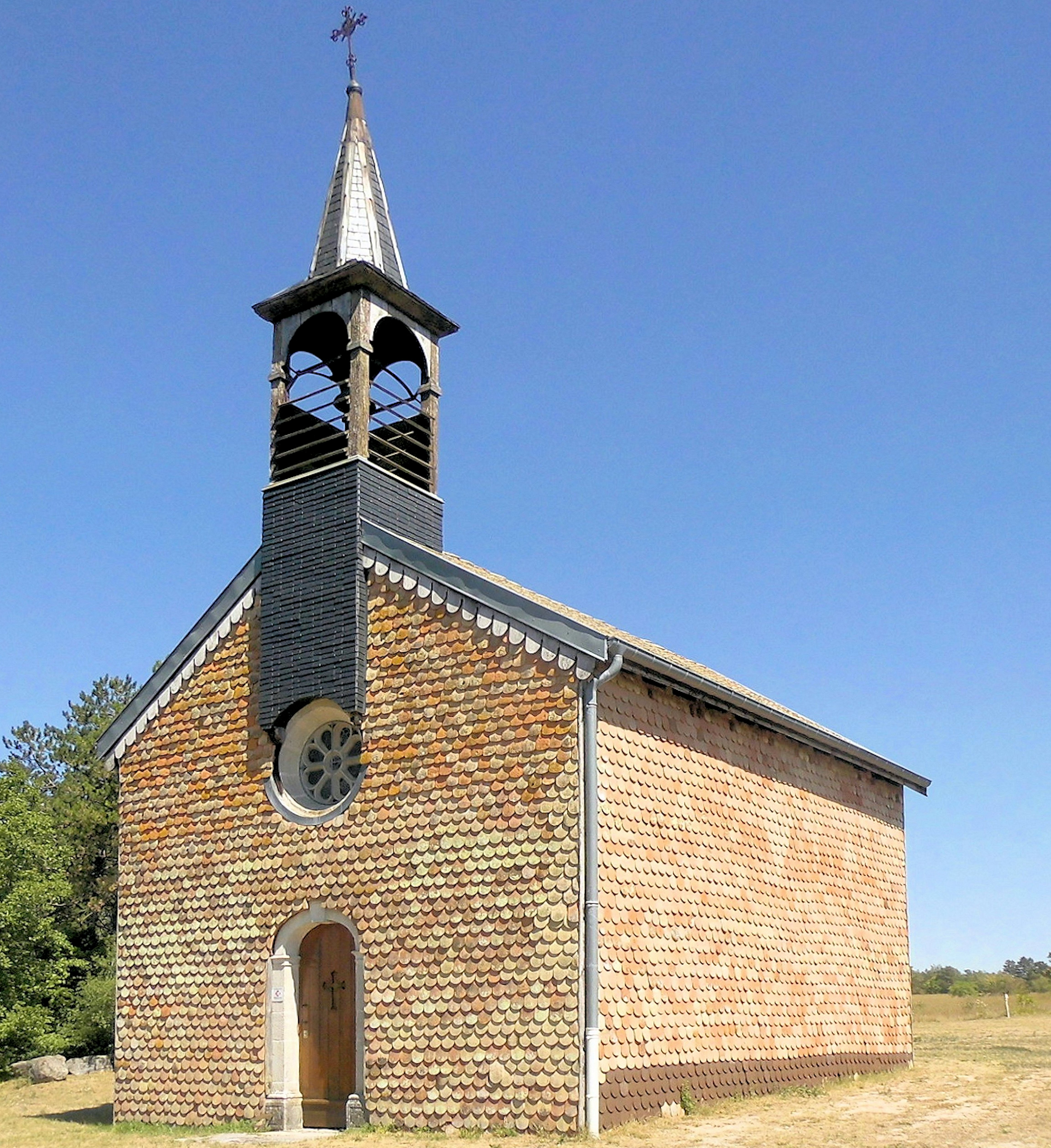
Kapelle Notre-Dame
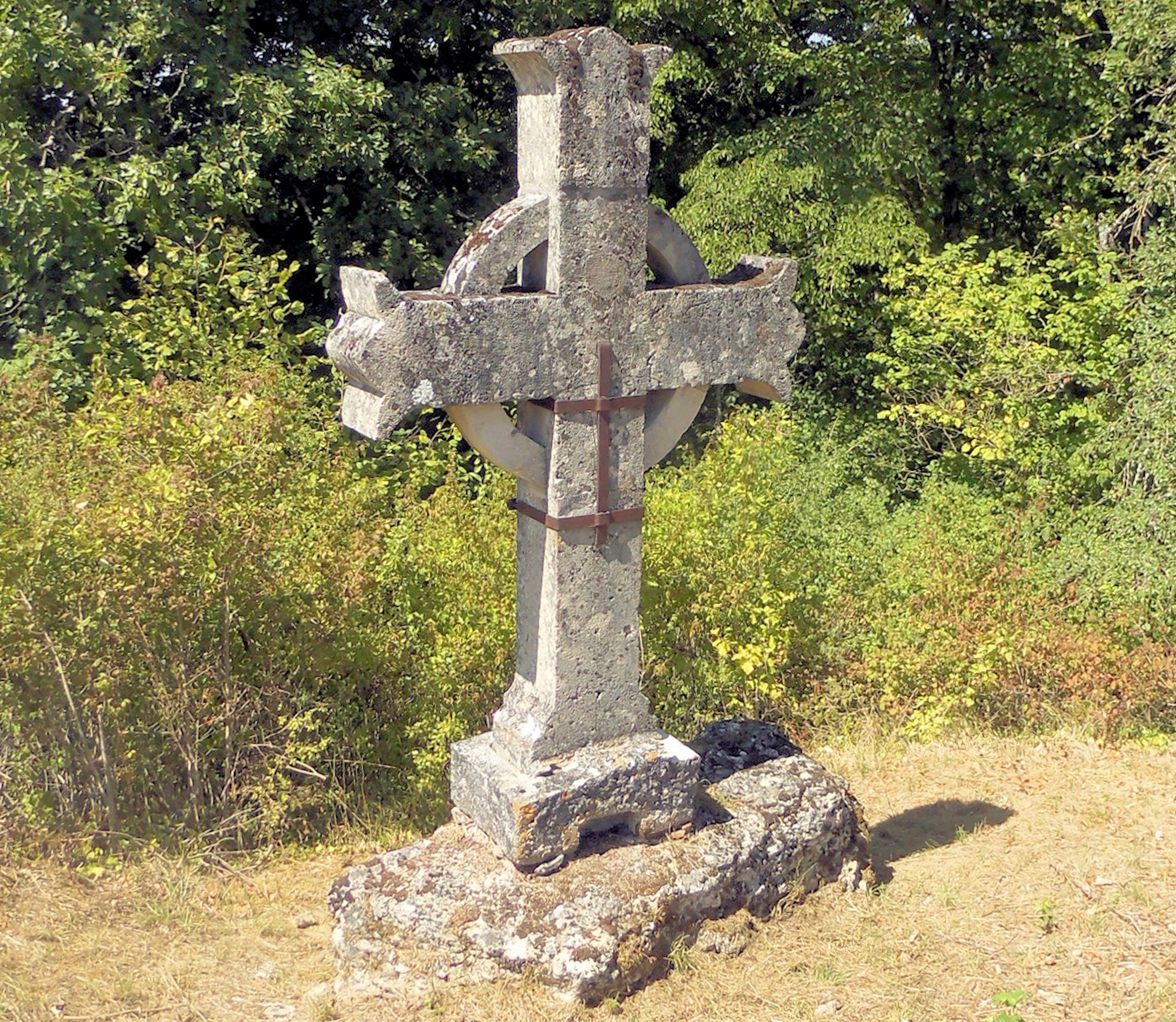
Keltisches Kreuz